# Edvi Illés Ödön
Edvi Illés Ödön (Tolmács, 1877. március 23. – Budapest, 1946. június 5.) székesfővárosi ipariskolai tanár, festőművész, a tudósportrék festője.

## Élete

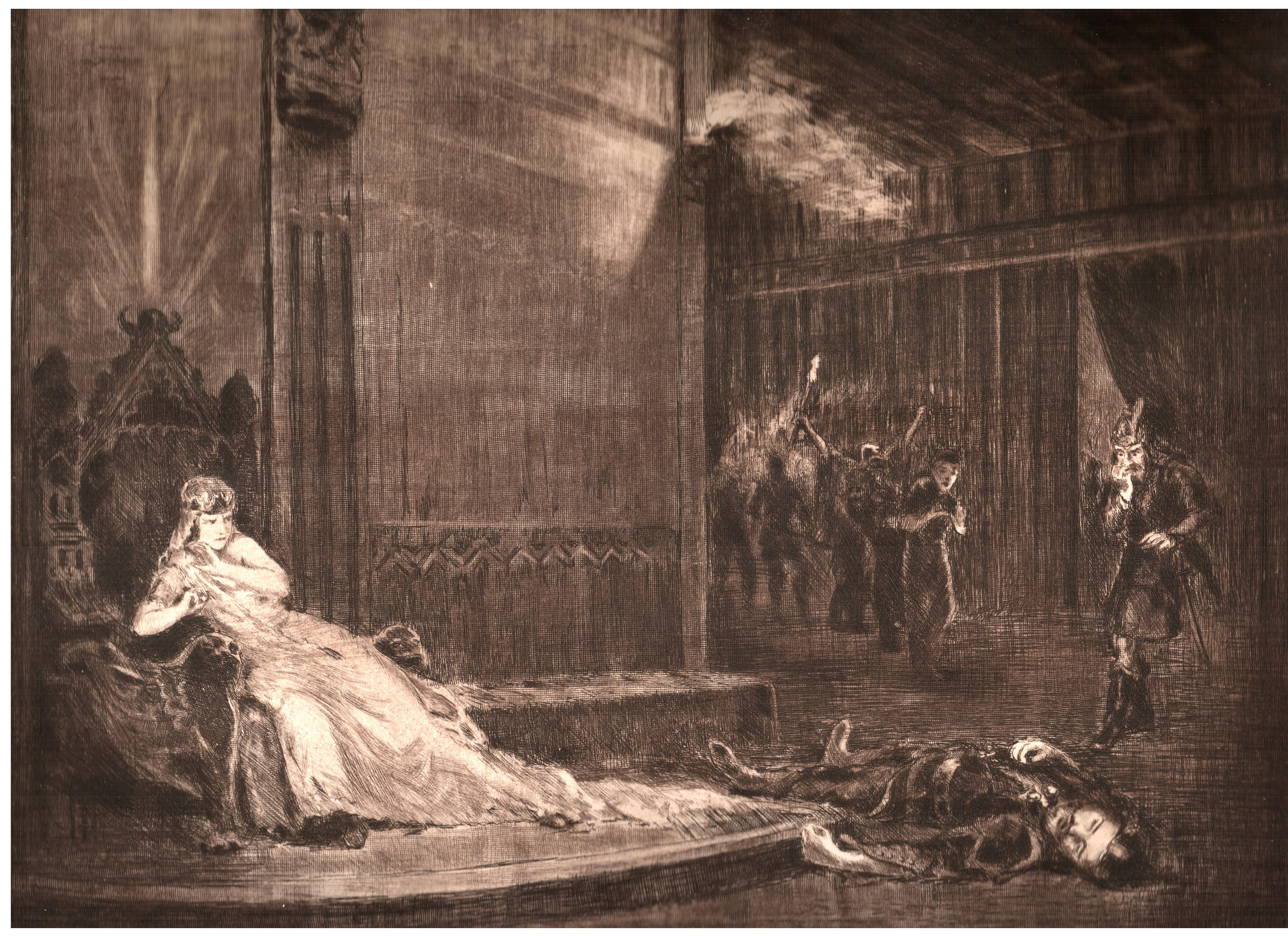
Edvi Illés Ödön (1877-1946): Atilla nagykirály meggyilkolása

Edvi Illés Ödön 1877. március 23-án született a Nógrád megyei Tolmácson Edvi Illés Ödön és Veres Etelka fiaként. Középiskolái befejezése után a budapesti Magyar Királyi Tudományegyetem matematika–fizika szakára iratkozott be, majd 1896-ban, 19 évesen az Országos Meteorológiai és Földmágnesességi Intézethez került, ahol előbb tiszteletbeli, 1899. március 1-től öt hónapig mint fizetett kalkulátor dolgozott az intézetnél. Ekkor megjelent néhány cikke  az Időjárás című folyóiratban és egy német nyelvű tanulmánya (Hol van a 0 fokú izoderma) az Időjárás után német nyelven a Meteorologische Zeitschriftben is, míg a teodolit alkalmazása nélkül végezhető felhőmagasság-mérésről készült cikke máig érdekes lehet a légköri jelenségekkel foglalkozó amatőrök számára (Időjárás, 2. évfolyam, 1898).
Alig volt 22 éves, amikor váratlanul hátat fordított a meteorológiának. A festészet felé fordult, Münchenben, Párizsban lett festőművész-növendék.
Külföldi tanulmányaiból hazatérve hamarosan ismert művésszé vált, több kiállításon is részt vett, Téli táj című festményét pedig a Szépművészeti Múzeum vásárolta meg.
Az első világháború után főként tájképeket festett, elismert festő volt. Alkotásainak jellemzői a lágy, összemosódó pasztellszínek voltak. A Meteorológiai Intézet megrendelésére ez idő tájt készítette el első portréképét is Konkoly Thege Miklósról, az intézet igazgatójáról, majd Steiner Lajosról, Róna Zsigmondról, Fraunhoffer Lajosról és Réthy Antalról is készített portrét, melyek az intézet tanácstermét díszítették. A festmények közül az első kettő a háború alatt súlyosan megsérült, egy pedig meg is semmisült.
Edvi Illés Ödön a második világháború befejezése után nem sokkal, 1946. június 5-én halt meg Budapesten. Tolmácson a családi sírboltban van eltemetve. Felesége Szunerics Anna volt.